# Georg Harding
Georg Harding (* 30. August 1981 in Judenburg, Österreich) ist ein ehemaliger österreichischer Fußballspieler, der zuletzt beim Viertligisten SK Treibach spielte.

## Karriere
Georg Harding startete seine Karriere beim TSV Neumarkt, bei dem er bis zum Jahr 1995 tätig war. Danach wechselte Harding in die Nachwuchsakademie des FC Kärnten. Unter August Starek absolvierte der defensive Mittelfeldspieler schon in jungen Jahren seine ersten Einsätze in der zweithöchsten Spielklasse Österreichs. Während dieser Zeit durchlief Harding auch zahlreiche Jugendnationalmannschaften. Nach einer Zwischenstation beim SK Treibach wechselte Harding im Sommer 2003 zum DSV Leoben. Dort konnte er sich von Beginn an im defensiven Mittelfeld etablieren. Im Zeitraum von Sommer 2003 bis Frühjahr 2007 absolvierte Harding 115 Spiele für den DSV Leoben in der zweitklassigen Ersten Liga und erzielte dabei 4 Tore. Durch seine konstant guten Leistungen konnte Harding auf sich aufmerksam machen und wurde im Mai 2007 vom SK Rapid Wien unter Vertrag genommen. Dort soll er in Zukunft eine ähnliche Rolle einnehmen, wie sie Didi Kühbauer früher bei Rapid hatte. Da sich die beiden auch charakterlich sehr ähnlich sind, fiel die Entscheidung auf Grund des Alters auf Harding.
2008 konnte er mit Rapid den Meistertitel feiern, er kam in dieser Saison zu zehn Einsätzen, unter anderem sein Bundesligadebüt am 26. September 2007 dem 11. Spieltag gegen den SV Mattersburg, als Harding für Markus Heikkinen eingewechselt wurde. Rapid gewann 1:0.
Zu Beginn der Saison 2009/2010 wechselte er ablösefrei zum FC Wacker Innsbruck. Mit dem FC Wacker Innsbruck wurde Harding in der Saison 2009/10 mit zwei Punkten Vorsprung auf den FC Admira Wacker Mödling Meister der zweitklassigen österreichischen Ersten Liga und stieg somit mit dem Team in die Bundesliga auf.
Georg Harding soll am 24. Juli 2011 im Bundesligaspiel zwischen dem FC Wacker Innsbruck und Red Bull Salzburg seinen Gegenspieler Leonardo Santiago rassistisch beschimpft haben. Die rassistischen Aussagen bezogen sich laut dem Kapitän von Red Bull Salzburg Eddie Gustafsson auf die dunkle Hautfarbe des brasilianischen Stürmers. Harding jedoch bestreitet diese Vorwürfe vehement. Eddie Gustafsson zog die Vorwürfe bereits kurz darauf zurück und entschuldigte sich bei Harding.
Im Sommer 2012 wechselte er zum Erste Liga-Absteiger LASK Linz und wurde daraufhin in der Saison 2012/13 Meister der Regionalliga Mitte. Nach einem Jahr mit 21 Ligaeinsätzen kehrte er zum SK Treibach zurück.

## Erfolge
- 1× Österreichischer Meister: 2007/08
- 1× Meister der zweitklassigen Ersten Liga: 2009/10
- 1× Meister Regionalliga Mitte 2012/13